# 브렌트 카버
브렌트 카버(Brent Carver, 1951년 11월 17일 ~ 2020년 8월 4일)는 캐나다의 배우, 연극 배우, 텔레비전 배우이다.
크랜브룩에서 태어났다.

## 영화
- 로미오와 줄리엣 (2014년)
- 이벤트 (2003년) - 브라이언 역
- 아라라트 (2002년)
- 디플리 (2000년)
- 슬리피 할로우의 전설 (1999년)
- 휘스커스 (1997년)
- 송 스피너 (1995년)
- 암흑가의 보스 (1989년)
- 4차원 도시 (1989년)
- 사랑 스파이 그리고 거짓말 (1988년)
- 크로스 컨트리 (1983년)
- 크로스바 (1979년)